# تی‌اچ‌اکس ۱۱۳۸
تی‌اچ‌اکس ۱۱۳۸ (انگلیسی: THX 1138) فیلمی در ژانر علمی–تخیلی و درام به کارگردانی جرج لوکاس است که در سال ۱۹۷۱ منتشر شد.

## بازیگران
- رابرت دووال
- دونالد پلیسنس
- ایان ولف
- سید هیگ
- متیو رابینز
- دیوید اوگدن استایرس